# 高坂真琴
高坂 真琴（こうさか まこと、1950年3月22日 - ）は、日本の女性声優。大阪府出身。東京俳優生活協同組合所属。

## 経歴
東京都立小山台高等学校卒業。1968年、劇団青い実の会に所属し、ユニオンプロを経て、1974年から東京俳優生活協同組合に所属。
2020年に第14回声優アワード功労賞を受賞。

## 人物
声種はメゾソプラノ。方言は大阪弁。
テレビ番組、アニメで活躍している。
趣味・スポーツはテニス。
免許・資格は普通自動車。

## 出演
太字はメインキャラクター。

### テレビアニメ
1969年
- アタックNo.1（大木）

1971年
- 新オバケのQ太郎（O次郎〈初代〉）

1972年
- 樫の木モック（女の子、ピコ、生徒、子リス）

1973年
- エースをねらえ!（1973年 - 1974年、岡ひろみ）

1975年
- アンデス少年ペペロの冒険（インティカ）
- タイムボカン（ハピ、イソサーン）
- はじめ人間ギャートルズ
- 勇者ライディーン（1975年 - 1976年、桜野マリ〈初代〉）

1976年
- グロイザーX（星川コウジ、岡田みどり）
- ドン・チャック物語（フィフィ）
- ポールのミラクル大作戦（リス）

1977年
- 家なき子（リーズ・アキャン）
- おれは鉄兵（可奈子）

1978年
- 新・エースをねらえ!（岡ひろみ）
- 新・巨人の星
- ペリーヌ物語（羊飼いの少年 他）

1979年
- 赤毛のアン（ルビー・ギリス〈2代目〉）
- こぐまのミーシャ（1979年 - 1980年、パルルン 他）

1980年
- ドラえもん (1979年のテレビアニメ)
- とんでも戦士ムテキング（タコミ）
- ニルスのふしぎな旅（ガンの子供達、モルテンの子供達）

1981年
- 家族ロビンソン漂流記 ふしぎな島のフローネ（ジャック・ロビンソン）
- ダッシュ勝平（たまみ）

1982年
- おちゃめ神物語コロコロポロン（メデイア）
- 新みつばちマーヤの冒険（マギー）

1984年
- 牧場の少女カトリ（クラウス）

1985年
- ゲゲゲの鬼太郎（第3作）（1985年 - 1988年、天童星郎、幻の母、お夢の弟）
- はーいステップジュン（大介）

1987年
- トランスフォーマー ザ☆ヘッドマスターズ（ピピロ）

1988年
- シティーハンター2（ブラッディー・マリー〈ローズ・マリー・ムーン〉）

2007年
- ラブ★コン（信子のおばあちゃん）

### OVA
- やる気まんまん（1989年、人魚）

### 劇場アニメ
- アタックNo.1（1970年、大木）
- アタックNo.1 涙の回転レシーブ（1970年、大木）
- エースをねらえ!（1979年、岡ひろみ[15]）
- じゃりン子チエ（1981年、ペコちゃん）
- ゲゲゲの鬼太郎 最強妖怪軍団!日本上陸!!（1986年、星郎[16]）

### ゲーム
1999年
- スーパーロボット大戦コンプリートボックス（桜野マリ、ウェンドロ）

2000年
- スーパーロボット大戦α（桜野マリ）
- スーパーロボット大戦α for Dreamcast（桜野マリ）

2001年
- スーパーロボット大戦α外伝（桜野マリ）

2002年
- スーパーロボット大戦IMPACT（桜野マリ）

2004年
- スーパーロボット大戦MX（桜野マリ）

2005年
- 第3次スーパーロボット大戦α 終焉の銀河へ（桜野マリ）
- スーパーロボット大戦MX ポータブル（桜野マリ）

### 吹き替え
- 戦場にかける橋（1976年）※フジテレビ版

### 特撮
- スーパー戦隊シリーズ
  - 電撃戦隊チェンジマン（ゾーリーの声）
  - 超獣戦隊ライブマン（コロンの声）
  - 地球戦隊ファイブマン（5くん人形の声、悪魔テレビの声）
  - 五星戦隊ダイレンジャー（人形の声）
  - 忍者戦隊カクレンジャー（人形の声）
- 東映不思議コメディーシリーズ
  - ロボット8ちゃん（マイロディの声）
  - ペットントン（セロリのパソコンの声）
- メタルヒーローシリーズ
  - 宇宙刑事シャイダー（腹話術の人形の声）
  - 特警ウインスペクター（センサーの声）
  - 特救指令ソルブレイン（ポメ / ネオレラの声）
  - 特捜ロボジャンパーソン（シープA38号ケビンの声、キャロルの声、ブラックキャロルの声）

### CM
コンバット・アニメ篇（大日本除虫菊）
アニメのキャラクターの少女（マコちゃん - 高坂真琴の名から）が楽しくスキップしながらコンバットの効用を説明するCMなのだが、ラストにまさしく大阪のおばちゃん風の高坂本人が登場、オチでアフレコのスタジオに切り替わり「マコちゃんホントは、55歳! いや〜ん!」と実年齢をカミングアウトするCM。2006年に放映。
2007年は、続編となる「トリオ篇」にも出演。コンバットが大中小の3種類になったことで、マコちゃんも大中小の3人に増殖。ラストでは、高坂真琴（中）と、池谷のぶえ（大）、文月くん（小）の3人が、アニメのマコちゃんと同じコスプレで登場する。なお、マコちゃんの声もこの3人で担当している。

### テレビドラマ
- NHK大河ドラマ 竜馬がゆく（1968年） - 大亀の居酒屋の小女
- 特別機動捜査隊 （NET / 東映）
  - 第280話「新しき門出」（1967年） - キミ子
  - 第297話「第七天国」（1967年） - 女事務員
  - 第318話「怪奇の家」（1967年） - 門弟2
  - 第340話「霧のような女」（1968年） - 公恵
  - 第421話「東京の流れの中で」（1969年） - 桐子
  - 第443話「桃色の報酬」（1970年） - さおり
- 五番目の刑事 第13話「テレビ指名手配129号」（1969年、NET / 東映） - 幸子の友達
- 銀河ドラマ 霧の旗（1972年） - 大塚家女中
- 闘え!ドラゴン 第1話 - 第3話（1974年） - 林美麗の声
- ヤンマーファミリーアワー 飛べ!孫悟空 第3話 - 第4話（1977年） - 大口怪獣

### その他
- タイピングソフト エースをねらえ!（岡ひろみ）
- のりものバンザイ!!（ナレーター）
- 川の子クークー（カリカリ）
- プルプルプルン(プルン)
- こどもにんぎょう劇場「こぞうのおるすばん」（勘念）